# Fortuné Viguier
Pour les articles homonymes, voir Viguier.
Fortuné Viguier, né le 20 janvier 1841 à Marseille, et mort dans la même ville le 13 janvier 1916, est un peintre français.

## Biographie
Fortuné Viguier effectue sa scolarité au lycée de Marseille puis fréquente l'École des beaux-arts de Marseille où il est l'élève d'Eugène Lagier, Émile Loubon et Philippe-Auguste Jeanron. Il séjourne ensuite à Paris où il entre dans l'atelier de Léon Bonnat. Il revient à Marseille et prend un emploi d'administrateur à la Caisse d'épargne, se consacrant à la peinture après son travail.
Il expose au Salon des artistes français de 1869 à 1881, et régulièrement au Salon de Marseille. Il expose également à l'Association des beaux-arts de Cannes en 1906 et 1907, à la Société des amis des arts de Bordeaux de 1872 à 1876. Il obtient quelques récompenses : une médaille d'argent à Toulon en 1873, à Avignon en 1876 et 1877, et à Marseille en 1879 et 1886. L'essentiel de son œuvre est constitué de paysages et de vue du littoral provençal.

## Œuvres dans les collections publiques
- Cannes, musée de la Castre : Paysage provençal.
- Marseille :
  - musée Grobet-Labadié : Paysage[2].
  - musée des beaux-arts : Environs de Gréoux[3].
- Toulon, musée d'art de Toulon : Paysage Provençal.

## Galerie

Œuvres de Fortuné Viguier
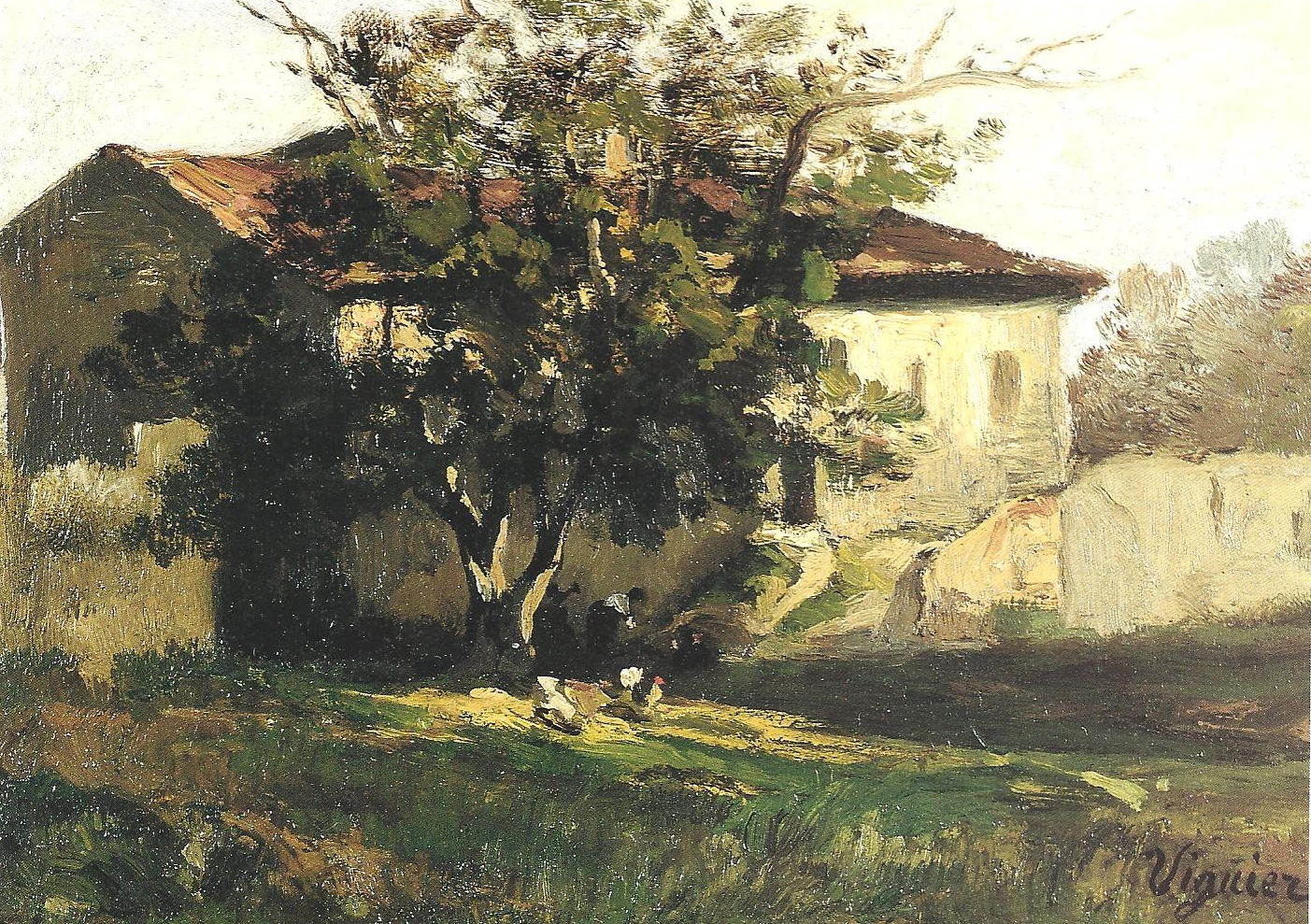
Paysage Provençal, musée d'art de Toulon.
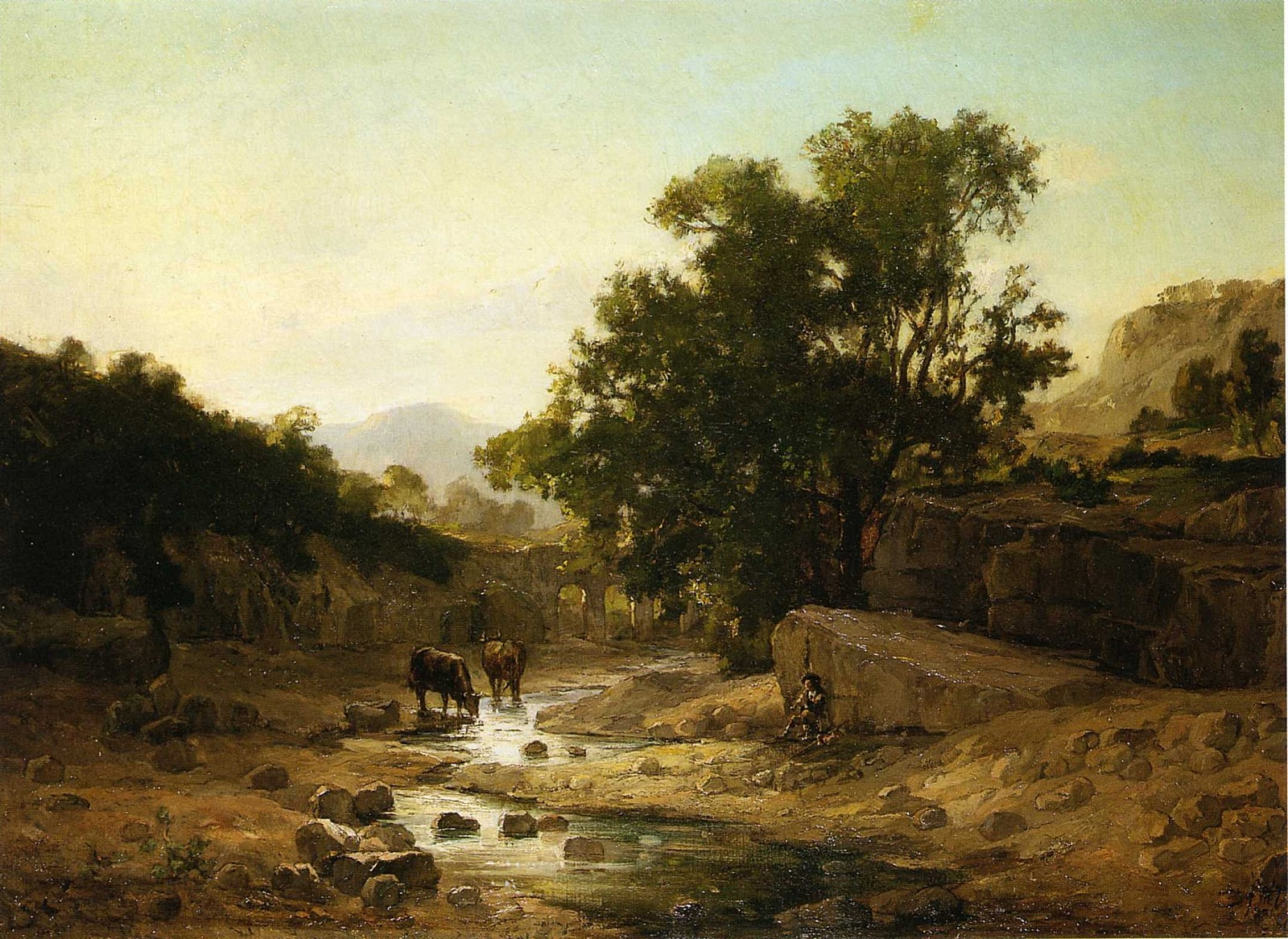
Paysage provençal, Cannes, musée de la Castre.